# Alfa Pendular
Alfa Pendular est le nom d'un train pendulaire du type pendolino exploité par la compagnie publique portugaise CP. 

## Services

Il assure des services desservant les villes de Braga, Porto, Aveiro, Coimbra, Santarém, Lisbonne, Albufeira et Faro, entre autres. 

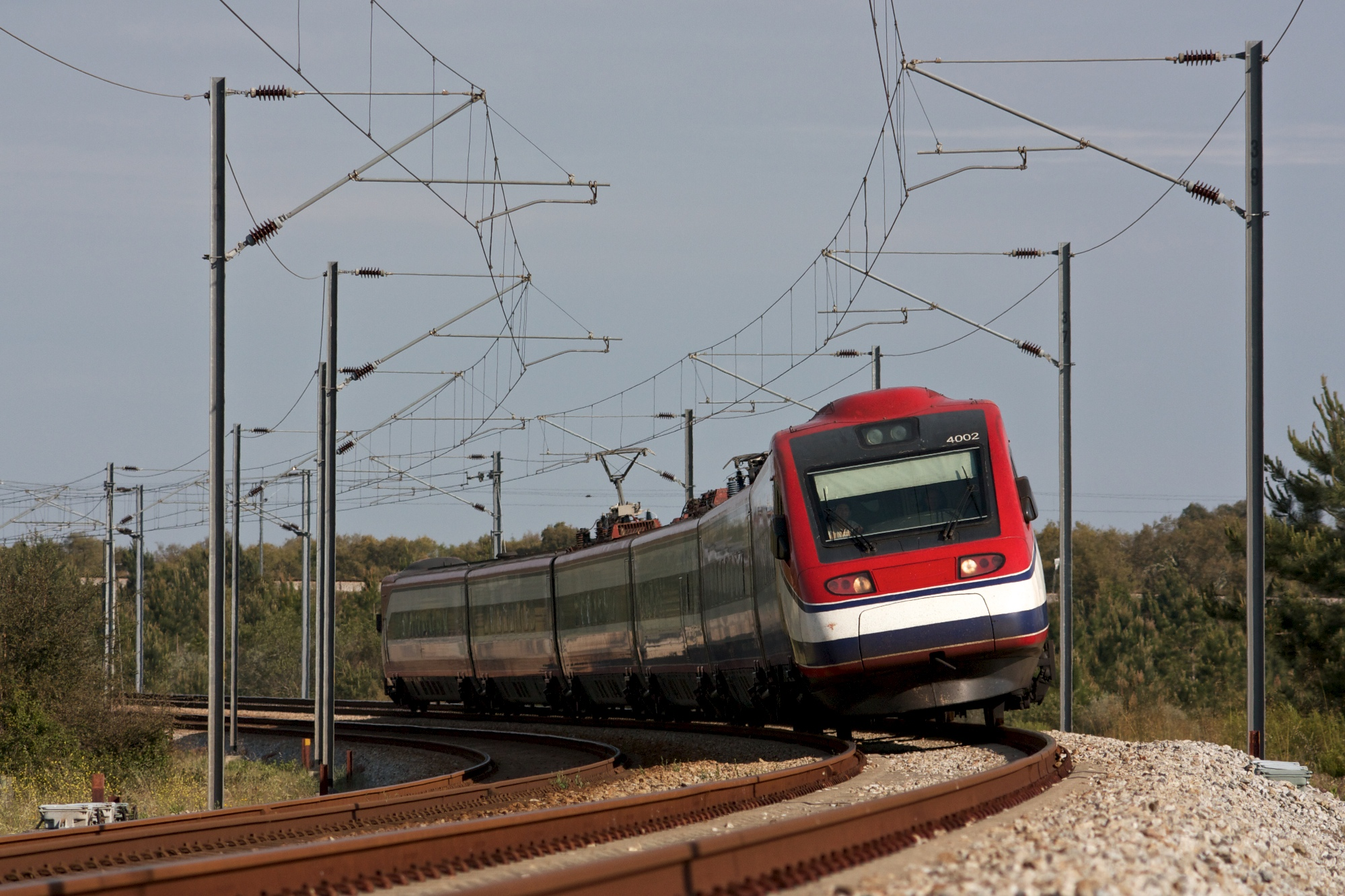
Rame Fiat Alfa Pendular - On note l'inclinaison (pendulation) caractéristique du Fiat Pendolino

Sa vitesse maximum est de 220 km/h. Grâce à sa technologie pendulaire, ce train peut franchir les courbes à des vitesses plus élevées que les trains classiques. La combinaison de la vitesse de pointe élevée et du mouvement de pendulation des caisses assure une expérience dynamique.[passage promotionnel]
L'Alfa Pendular est dérivé de l'ETR 480, le « Pendolino » mis au point en Italie par Fiat Ferroviaria et dessiné par Giugiaro. 
La rame comporte six éléments qui peuvent transporter jusqu’à 301 passagers. Sa puissance est de 4,0 MW. Les bogies ont été adaptés à l'écartement large des chemins de fer portugais de 1.668 mm. 
Ce matériel a été assemblé sous licence par ADTranz dans l'usine portugaise d'Amadora, ex Sorefame.

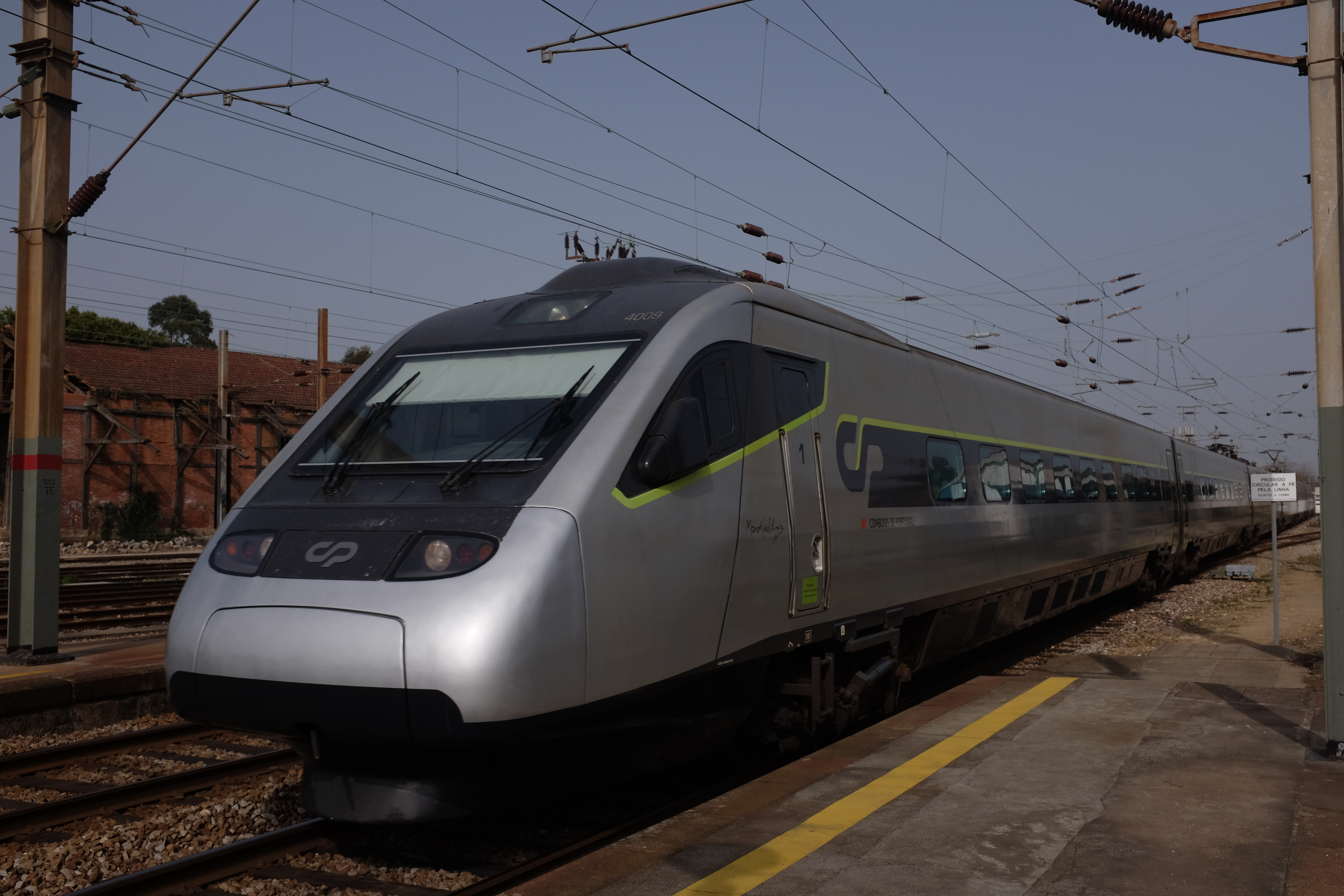
Un Alfa Pendular dans sa nouvelle livrée entre en gare de Vila nova de Gaia (Devesas).